# Симон Багбо
Симон Ехавит Багбо (на френски: Simone Ehivet Gbagbo; родена 20 юни 1949 г.) е политик от Кот д'Ивоар.
Тя е председател на парламентарната група Ивоарски народен фронт (на френски: Front populaire ivoirien) и е заместник-председател на Ивоарски народен фронт. Като съпруга на Лоран Багбо, президент на Кот д'Ивоар 2000 г.-2011 г., тя също така е първата дама на Кот д'Ивоар.

## Биография
Симон е родена през 1949 г. в квартал Мосоу. Тя е историк по обучение и има доктор по специалност (една от трите докторски степени във Франция до 1984 г.). Симон работи в областта на приложната лингвистика, като лидер с марксизски възгледи, и е евангелист в една църква, с близки връзки със Съединените американски щати. Тя е майка на пет дъщери, като последните две са от настоящия ѝ съпруг Лоран Багбо. Багбо участва в стачки на учителите през 1982 г., и помага на бъдещия си съпруг, с нелегална политическа група, която се превръща впоследствие в Ивоарски народен фронт. Активно участва в професионалният съюз (профсъюза) през 1970 г. Тя влиза в затвора няколко пъти по време на борбата за многопартийни избори. След въвеждането на многопартийни избори, Багбо и съпругът ѝ са арестувани по подозрения за подбуждане на насилие през февруари 1992 г. и прекарва шест месеца в затвора. През 1996 г. тя става заместник-председател на Ивоарски народен фронт от Абабо (част от Абиджан) в Народното събрание.
Преизбрана в Народното събрание като заместник на Ивоарски народен фронт от Абабо в парламентарните избори през декември 2000 г., Багбо е и председател на Парламентарната група на Ивоарски народен фронт. На трето място извънреден конгрес на фронта, проведено от 20 до 22 юли 2001 г., тя е избрана за втори заместник-председател.
Симон Багбо е противоречива фигура в Кот д'Ивоар. За Котдивоарска гражданска война, през 2005 г. Френското национално радио съобщава, че тя е разследвана от ООН за нарушенията на човешките права, включително организиране на ескадрони на смъртта.
През юли 2008 г. тя е официално призована на разпит от френски разследващ съдия, за изчезването и предполагаемата смърт в Абиджан на френско-канадски журналист Ги-Андре Кийфър през април 2004 г. Г-н Кийфър е бил в Абиджан при разследване на история за политическа корупция и правителствена намеса в индустрията на Кот д'Ивоар с какао и с трафик с деца. Той е бил видян за последно на път за среща с Мишел Лекре, който е в близка роднинса връзка съ Симон Багбо. Френските съдебни служители са арестували и разследват Жан-Тони Улай, бивш член на тайните служби на Кот д'Ивоар, които е задържан в Париж през 2006 г. Към момента Берте Сейду, както и братът на г-н Кийфър, твърдят, че г-жа Багбо и бившият министър на планирането и развитието в Кот д'Ивоар Пол-Антоан Боун Боалбре имат връзка със събитията около смъртта на г-н Кийфър, а че Улай е отговорен. Лекре е арестуван в Абиджан през 2004 г. по подозрение в отвличане и убийство, но е бил временно освободен през 2005 г. и оттогава е избягал от страната и е в неизвестност.

## Политика: от 2008 г.
През септември 2008 г. Багбо се ангажира с двуседмична обиколка на централната част на страната. Тя събира подкрепа за кандидатурата на съпруга си в предстоящите президентски избори. Отново криза през 2010 – 2011 г. в Кот д'Ивоар, когато Аласан Уатара(настоящ президент) оспорва резултатите от президентските избори през 2010 г. Кризата завършва с ареста на Лоран и Симон Багбо на 11 април 2011 г. Симон Багбо впоследствие остава под домашен арест. На 22 ноември 2012 г., заповед на Международния наказателен съд за арест на Симон Багбо за престъпления срещу човечеството. Съдът твърди, че като член на вътрешния кръг на съпруга си, тя „играе централна роля в насилие след изборите“. Амнести интернешънъл призова правителството на Кот д'Ивоар незабавно да я прехвърлят на Международния наказателен съд, но правителството отказва и Багбо е наказана от Кот д'Ивоарският съд на 10 март 2015 г., като е осъдена на 20 години затвор за престъпления срещу човечеството. През септември 2021 г. Симоне Гбагбо стартира Движението на способните поколения и оставя съмнението относно евентуалната кандидатура за президентските избори през 2025 г. в Кот д'Ивоар.